# Эпилептический статус
Эпилептический статус (эпистатус) — это состояние, при котором эпилептические припадки следуют один за другим (обычно более 30 минут), и в промежутках между припадками больной не приходит в сознание. Статус может возникать как осложнение эпилепсии или быть её манифестным проявлением. Причем следующий пароксизм наступает тогда, когда еще не ликвидировались нарушения в организме, в т. ч. и в ЦНС (Центральная нервная система), вызванные предшествующим приступом. При этом нарушения работы органов и систем прогрессивно накапливаются. Если же в паузах между припадками (или их сериями) состояние больного относительно нормализуется, сознание в той или иной мере восстанавливается, а прогрессивного нарушения работы органов и систем не наблюдается, то данное состояние называют «серийные эпилептические припадки», и оно качественно отличается от эпистатуса. Патофизиологическая основа всех разновидностей эпистатуса в принципе одинакова, различие состоит лишь в полноте вовлечения мозга в эпиактивность. В основе эпистатуса лежит непрерывная (или прерывистая, но часто повторяющаяся) пароксизмальная коллективная электрическая активность нейронов головного мозга. Далее имеет место возникновение патологического возбуждения по нейронным кругам, как это бывает в миокарде при его фибрилляции, что приводит к поддерживанию статуса эпиприпадков по принципу порочного круга. В зависимости от степени вовлечения разных отделов мозга в эту активность (иными словами, в зависимости от степени генерализации припадков), характер эпистатуса может быть различным. Радикальным отличием эпилептического статуса от единичного эпилептического припадка является неспособность организма к его купированию. Во время статуса не обязательно глубокое (до  комы) нарушение сознания. В ряде случаев формальное сознание может быть даже сохранено.

## Симптоматика
Эпилептический статус «grand mal» (развернутых судорожных припадков) — это регулярно повторяющиеся припадки с тонической и клонической фазами и полным выключением сознания или не полностью генерализованными судорожными припадками. Могут быть и регулярно повторяющиеся припадки с атипичной мышечной активностью (например, изолированные сокращения отдельных мышечных групп, только тонические судороги или только клонические судороги) и полным выключением сознания. Патологическая ситуация угрожает жизни, когда тонико-клонические судороги вызывают гипертермию и ацидоз (из-за длительной мышечной активности) или, реже, когда вследствие дыхательной или сердечно-сосудистой недостаточности возникают гипоксия и повреждение мозга. В данном случае речь идет об непрекращающейся активности судорожного очага на фоне высокой судорожной готовности мозга. «Генерализованные», «судорожные» формы статуса указывают лишь на вовлечение в эпиактивность коры премоторных зон мозга, отвечающих за движения мышц. Проявления пароксизмальной активности других зон мозга нам просто не видны без ЭЭГ.
Эпилептический статус абсансов «petit mal» (малых припадков). Статус абсансов (регулярно повторяющиеся припадки без мышечной активности, но с полным выключением сознания) может длиться часами незаметно для окружающих (у больных имеется некоторая спутанность сознания, невнимательность, реже — кома, но без судорог. В этом случае создается впечатление, что у больного сумеречное состояние сознания. В данном случае речь идет о высокой судорожной готовности мозга при отсутствии судорожного очага. На ЭЭГ регистрируются непрерывные комплексы, характерные для малого приступа, либо сочетания множественных комплексов пик-волна.
Сложный парциальный «эпилептический статус». Статус парциальных эпилептических припадков (обычно двигательных, реже — чувствительных) еще принято называть epilepsia partialis continua. Сложный парциальный эпилептический статус (статус «фокальных» или «джексоновских» (т. е. соматомоторных) припадков) с изолированными непрекращающимися судорогами в определенной группе мышц (лицо, одна конечность, судороги геми-типа), протекает без выключения сознания. В данном случае речь идет о непрекращающейся высокой активности судорожного очага на фоне полного отсутствия судорожной готовности мозга. Это делает неправомочным включение этого состояния в понятие «эпилептический статус», т. к. бессознательное состояние в промежутке между приступами является ключевым компонентом в постановке этого диагноза. Но, тем не менее, обычно это состояние рассматривается вместе с эпилептическим статусом или даже в его рамках, так как в данном случае имеется непрекращающаяся активность судорожного очага, хотя и на фоне полного отсутствия судорожной готовности мозга.

## Этиология
Причины, которые могут вызвать эпистатус:
1. Эпилепсия (как правило, к эпистатусу ведет нарушение регулярности приема антиэпилептических препаратов).
2. Аггравация при приёме антиэпилептических препаратов[1]:137.
3. Черепно-мозговая травма (частая причина).
4. Опухоль или другое объемное образование мозга (наиболее частая причина после эпилепсии).
5. Воспалительные заболевания мозга и его оболочек.
6. Острое нарушение мозгового кровообращения (частая причина).
7. Рубцово-спаечные нарушения церебральной ликвородинамики.
8. Дисметаболические состояния (алкогольная абстиненция, диабет, порфирия, острая надпочечниковая или тиреоидная недостаточность, уремия, эклампсия, острая гипогликемия и др.).
9. Отравления.
10. Общие инфекции, особенно с тяжелой интоксикацией и гипертермией.

Эпилептический статус встречается с частотой 18—20 случаев на 100 000 населения и является одним из наиболее распространенных неврологических состояний. Наиболее часто эпилептический статус возникает у младенцев, детей младшего возраста и пожилых. Около 5% взрослых пациентов, находящихся под наблюдением эпилептических клиник, имели хотя бы один эпизод статуса в истории своей болезни, у детей эта цифра — около 10-25%. Наиболее частые «поставщики» статусов — лобнодолевые эпилепсии.

## Лечение
Помощь при эпилептическом статусе заключается в проведении комплекса неотложных лечебных мероприятий. При этом надо действовать быстро и энергично. Объем оказания первой помощи зависит от того, где случился эпилептический статус: на улице, в медицинском учреждении, на производстве, транспорте и т. д. Если статус развился дома, необходимо срочно вызвать машину скорой помощи. До приезда бригады скорой помощи больного следует повернуть на бок, чтобы не произошла аспирация легких слизью и рвотными массами, а также предотвратить западение языка.
Первая медицинская помощь по возможности преследует цели:
1. купирование судорог;
2. обеспечение проходимости дыхательных путей, предупреждение развития асфиксии вследствие аспирации слизи и рвотных масс или западения языка (достаточно повернуть человека и его голову набок, ничего в рот пихать не нужно!;
3. поддержание сердечной деятельности;
4. борьба с отеком мозга.

В некоторых крупных городах созданы специализированные неврологические бригады «скорой помощи», которые выезжают к ургентным неврологическим больным, в том числе к больным с эпилептическим статусом.
Противосудорожные мероприятия начинаются с применения диазепама (седуксена, валиума). Внутривенно вводят (20 мг) 2 ампулы — 4 мл 0,5% раствора седуксена вместе с 16 мл 40% раствора глюкозы (вводить медленно!). Если внутривенное вливание затруднено, то седуксен вводят внутримышечно. Внутримышечно делается также инъекция литической смеси: промедол — 1 мл 2% раствора, анальгин — 2 мл 25% или 50% раствора, димедрол — 2 мл 1% раствора, новокаин — 2 мл 0,5% раствора.
В качестве дегидратационного средства используют фуросемид (лазикс) 1—2 мл 2% раствора внутримышечно. Из сердечных средств внутривенно (медленно!) вводят коргликон 1 мл 0,06% раствора или дигоксин 0,5—1 мл 0,025% раствора.